# Vasilij Barkhatov
Vasilij Barkhatov (russisk: Васи́лий Алексе́евич Ба́рхатов) (født 29. juli 1983 i Moskva i Sovjetunionen) er en russisk filminstruktør, manuskriptforfatter og skuespiller.

## Filmografi
- Atomnyj Ivan (Атомный Иван, 2012)[2][3]